# Безобразова, Мария Сергеевна
Мари́я Серге́евна Безобра́зова (урождённая Соловьёва; 1863—1919) — русская детская писательница, мемуаристка и переводчица. Автор мемуаров «Воспоминания о брате Владимире Соловьёве».
Дочь историка С. М. Соловьёва, жена историка П. В. Безобразова, сестра философа Владимира Соловьёва, писателя Всеволода Соловьёва, поэтессы Поликсены Соловьёвой (Allegro).

## Биография
Мария Сергеевна родилась в семье известного русского историка Сергея Михайловича Соловьёва и Поликсены Владимировны Соловьёвой. Кроме Марии в семье были дочери Вера, Поликсена, — будущая поэтесса, братья Всеволод (писатель), Владимир (известный философ), Михаил (педагог и переводчик). В 1888 году (по другим данным, в 1886 году) Мария Сергеевна вышла замуж за историка-византиста Павла Владимировича Безобразова (1859—1918), — сына известного сенатора, экономиста и академика В. П. Безобразова. В браке родилось три дочери. Молодые жили некоторое время в Москве, а потом Мария Сергеевна вынуждена была надолго уехать на Украину. Наездами семья бывала в Петербурге. Мария Сергеевна занималась литературным трудом, писала для детей. В 1899 году сотрудничала с журналом «Женское дело». После революции 1905—1907 гг. Мария Сергеевна жила какое-то время в Париже, где нередко посещала салон Мережковских. О её визитах вспоминала супруга Д. С. Мережковского З. Н. Гиппиус:

Кстати, в Париже в это время жила старшая сестра Вл. Соловьёва, Марья Сергеевна Безобразова. (Я дружила в СПБ с младшей, Поликсеной). Безобразова нередко бывала у нас со своей родственницей, у которой тогда жила. А родственница эта оказалась никем иным, как известной, когда-то красавицей, на которую даже обратил внимание Александр Второй (она была сестрой милосердия в войну 1877 г.), и невестой, да, пожалуй, и единственной любовью Вл. Соловьёва. Свадьба расстроилась (насколько можно судить по недавно напечатанным его письмам к ней) из-за капризов и непостоянства невесты.— З. Н. Гиппиус, Собрание сочинений в пятнадцати томах. Т. 6. «Живые лица» — М.: Русская книга, 2002
Родственница М. С. Безобразовой, о которой упоминает З. Н. Гиппиус, была Екатерина Владимировна Селенина, урождённая Романова, бывшая в русско-турецкую войну 1877—1878 гг. сестрой милосердия, она приходилась двоюродной сестрой Владимиру и Марии Соловьёвым. Свои беглые, ироничные воспоминания о Марии Сергеевне в книге «Начало века» оставил Андрей Белый: «тоже бледная, тоже нервная, тоже всё понимающая, появлялась Марья Сергеевна Безобразова, сестра М. С. Соловьёва; и всё понимала: ещё более даже, — чем другие».

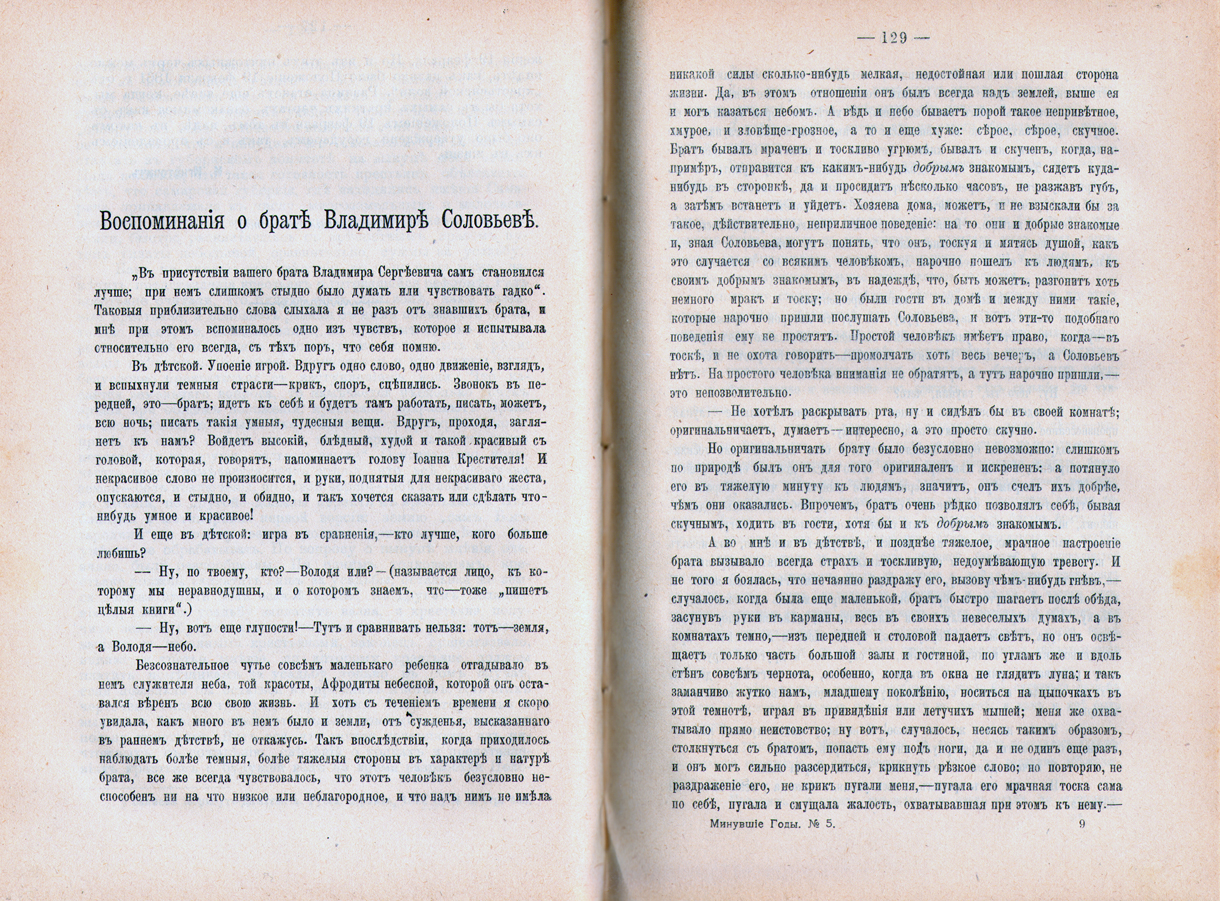
Первая публикация «Воспоминаний» в журнале «Минувшие годы», 1908 г.

В 1908 году петербургский журнал «Минувшие годы» опубликовал «Воспоминания о брате Владимире Соловьёве» М. С. Безобразовой. Эти мемуары до сих пор служат источником биографии известного поэта и философа-идеалиста. Они касались преимущественно бытовой, домашней стороны его жизни. Слегка коснулась мемуаристка отношений брата и С. П. Хитрово, которую философ называл своей невестой. Общественных взглядов Соловьёва Мария Сергеевна почти не касалась, за исключением его филосемитизма (в этой связи Мария Сергеевна писала, что и сама, независимо от брата, с большой симпатией относилась к еврейскому народу) и эпизода с последним публичным выступлением В. С. Соловьёва в Москве в середине 1890-х годов, после которого министром внутренних дел И. Д. Деляновым ему были запрещены публичные лекции. Критик-декадент и религиозный философ Д. С. Мережковский в рецензии на мемуары М. С. Безобразовой, озаглавленной «Немой пророк», писал, что её воспоминания «сами по себе довольно поверхностные, они ценны и любопытны ввиду нищенской скудости сведений о жизни и личности покойного писателя. Во всяком случае, прислушаться к ним и задуматься над ними сто́ит».
Известный российский философ А. Ф. Лосев высказал мнение о том, что «М. С. Безобразова совершенно не понимала того, кем и чем является её брат в смысле внутреннего содержания его личности. Поэтому приводимые ею сведения, в правдивости которых мы не сомневаемся, надо интерпретировать в связи с общим обликом внутренней жизни Вл. Соловьёва». В том, что касается достоверности фактического изложения мемуаристкой биографии философа, А. Ф. Лосев не сомневался. Е. М. Лопатина (Ельцова) считала воспоминания М. С. Безобразовой о Соловьёве лучшим и наиболее правдивым из того, что написано о нём.
В 1911 году вышла детская книга Безобразовой «История одного воробья», в 1916 году — рассказы «Горе и радость». В 1914 году М. С. Безобразова перевела с французского языка «Византийские портреты» Шарля Диля под редакцией и с предисловием П. В. Безобразова. Правда, в некоторых источниках сообщается, что перевод книги выполнила не М. С. Безобразова, жена П. В. Безобразова, а М. В. Безобразова, сестра историка, философ и деятельница женского движения, и даже сам П. В. Безобразов. Существует неясность при расшифровке газетных псевдонимов «М. Б.» и «М. Б-ва» в отношении М. Безобразовой в «Словаре псевдонимов» И. Ф. Масанова.
Мария Сергеевна умерла в годы Октябрьской революции, разные источники указывают годом её смерти предположительно 1918 или 1919 год. О последних днях жизни М. С. Безобразовой известно из воспоминаний той же Е. М. Лопатиной «Сны нездешние»: «Грустнее всех, казалось, была судьба Марии Сергеевны Безобразовой. Когда большевизм окончательно разметал нас, старшая её девочка, заболевшая психически, умерла. Муж — тоже, а она с двумя младшими дочерьми пропала без вести. Был слух, что и она умерла». В 1921 году журнал «Наука и её работники» сообщал, что П. В. Безобразов в 1918 году в Петрограде: «скончался в крайней нужде от истощения. Жена его — дочь историка Соловьёва и сестра философа — скончалась по той же причине» в 1919 году.

### Комментарии
1. ↑  Составители библиографии прошлого и настоящего, возможно, смешивают двух женщин, М. С. Безобразову и М. В. Безобразову, поскольку они ставили одинаковую подпись под своими работами М. Безобразова. Так, составитель биобиблиографического словаря «Писательницы России» Ю. А. Горбунов указывает в числе сотрудников журнала «Женское дело» одновременно и М. С. Безобразову, и М. В. Безобразову, хотя вопросами феминизма более занималась философ Мария Владимировна Безобразова. Путаница осложняется тем, что обе женщины были детскими писательницами. Авторитетные специалисты называют переводчицей книги французского автора Шарля Диля под редакцией П. В. Безобразова Марию Владимировну, а не Марию Сергеевну, несмотря на то, что книги в переводе М. Безобразовой для издательства М. и С. Сабашниковых выходили трижды: в 1913, в 1914, в 1915 году, в том числе и после смерти Марии Владимировны. И. Ф. Масанов осторожно предполагает авторство М. В. Безобразовой под псевдонимом «М. Б—ва» в статьях газеты «Славянский век» в 1900 гг., но в отношении псевдонима «М. Б.» просто указывает: «Безобразова, М. — сотр. петербургских газет, Петербург, 1900-е гг.»